# Pisan
Pisan (także: Nizla) – algierska wyspa u wybrzeża tego kraju, na Morzu Śródziemnym.

## Charakterystyka
Wyspa jest oddalona od wybrzeża o około 10,5 km (Boulimat, część miejscowości Béjaïa). Ma powierzchnię 1,2 hektara, a jej najwyższy punkt wznosi się na wysokość 30 m n.p.m.

## Przyroda
Flora wyspy to 52 gatunki roślin naczyniowych, np. opuncja. Występują tu 24 gatunki bezkręgowców lądowych (m.in. Stenosis brenthoides), trzy gatunki gadów, pięć gatunków ptaków oraz jeden gatunek ssaka. Występują tu kolonie mew i jerzyków. Przyrodę wyspy dokładnie zinwentaryzowano w 2014.

## Historia
Wyspa była miejscem spotkań kupców z Pizy, którzy handlowali swoimi towarami z miejscową ludnością. Prawdopodobnie bierze swoją nazwę od tego, że w 1270 Pizańczycy z Bejai musieli opuścić miasto po II krucjacie i udali się w to miejsce celem schronienia. Według legendy na tej wyspie przez długi czas żył sułtan En-Nacir, założyciel nowej stolicy Hammadytów. Podobno jadał wyłącznie ryby, które złowił własnoręcznie.